# Norsafe

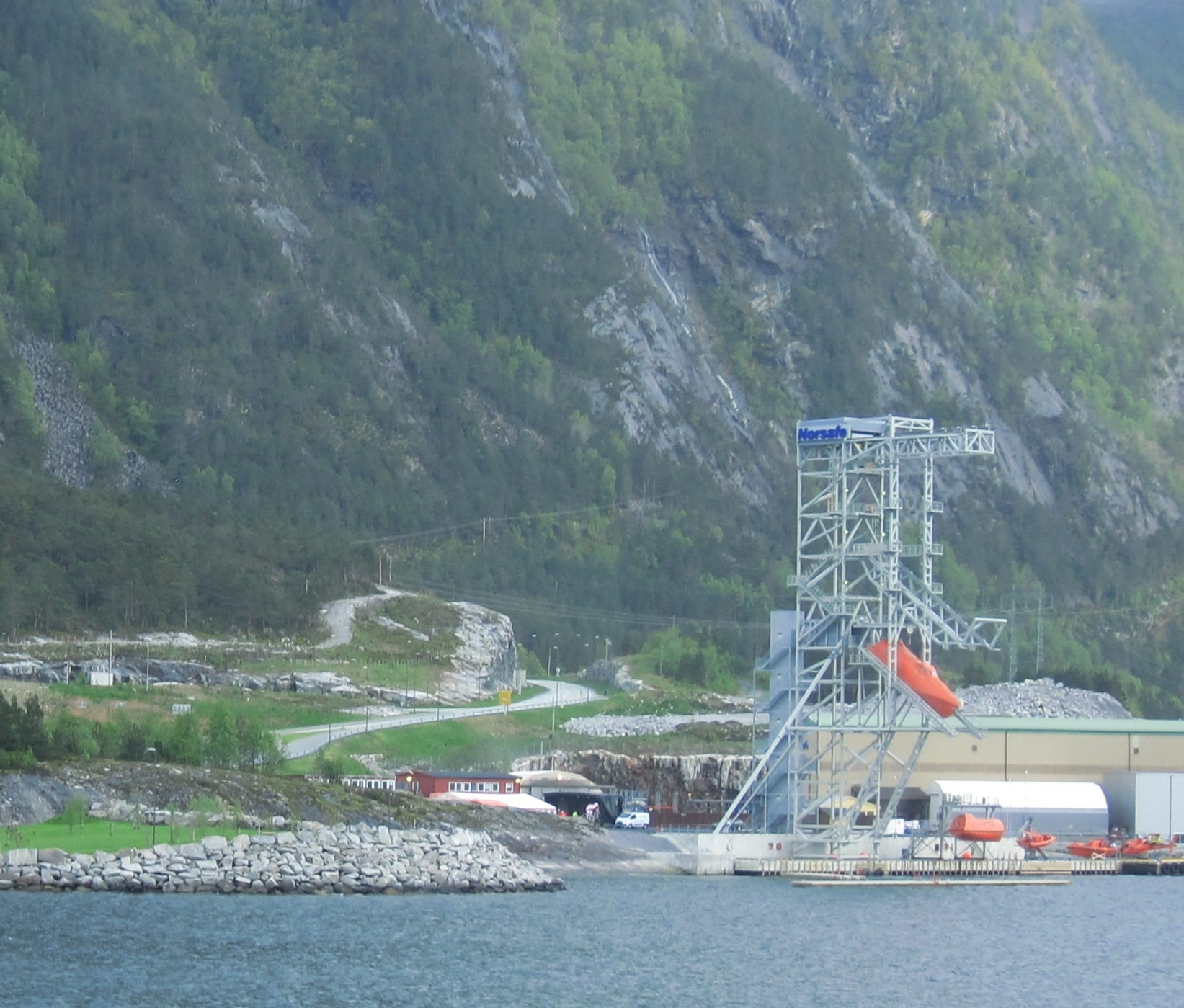
Norsafes testanläggning för frifallslivbåtar i Årsnes i Hardanger i Norge

Norsafe AS var en norsk, tidigare familjeägd, tillverkare av livbåtar och annan sjösäkerhetsutrustning.
Norsafe grundades 1903 och har bland annat blivit känt för att tillverka frifallslivbåtar och Fast Rescue Boats med dävertar. Företaget har över åren levererat 28.000 livbåtar. Det har utbildningsbaser för livräddningsutbildning i Rosendal i Norge och Lavrion i Grekland.
Norsafe övertogs 2018 av danska Viking Life-Saving Equipment A/S.

## Bildgalleri

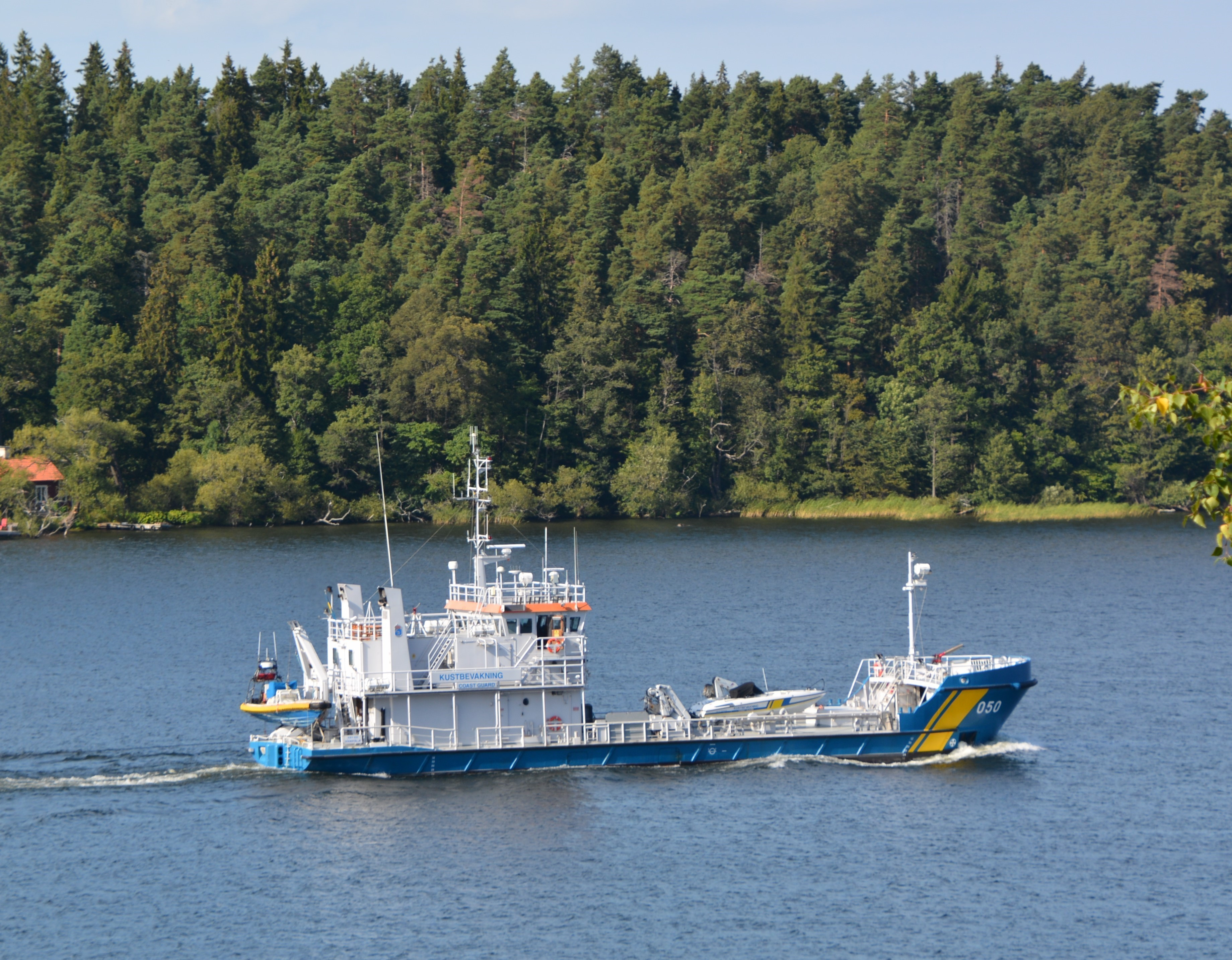
Kustbevakningens miljöskyddsfartyg KBV 050 är permanent utrustad med en Norsafe Magnum räddningsbåt på däck
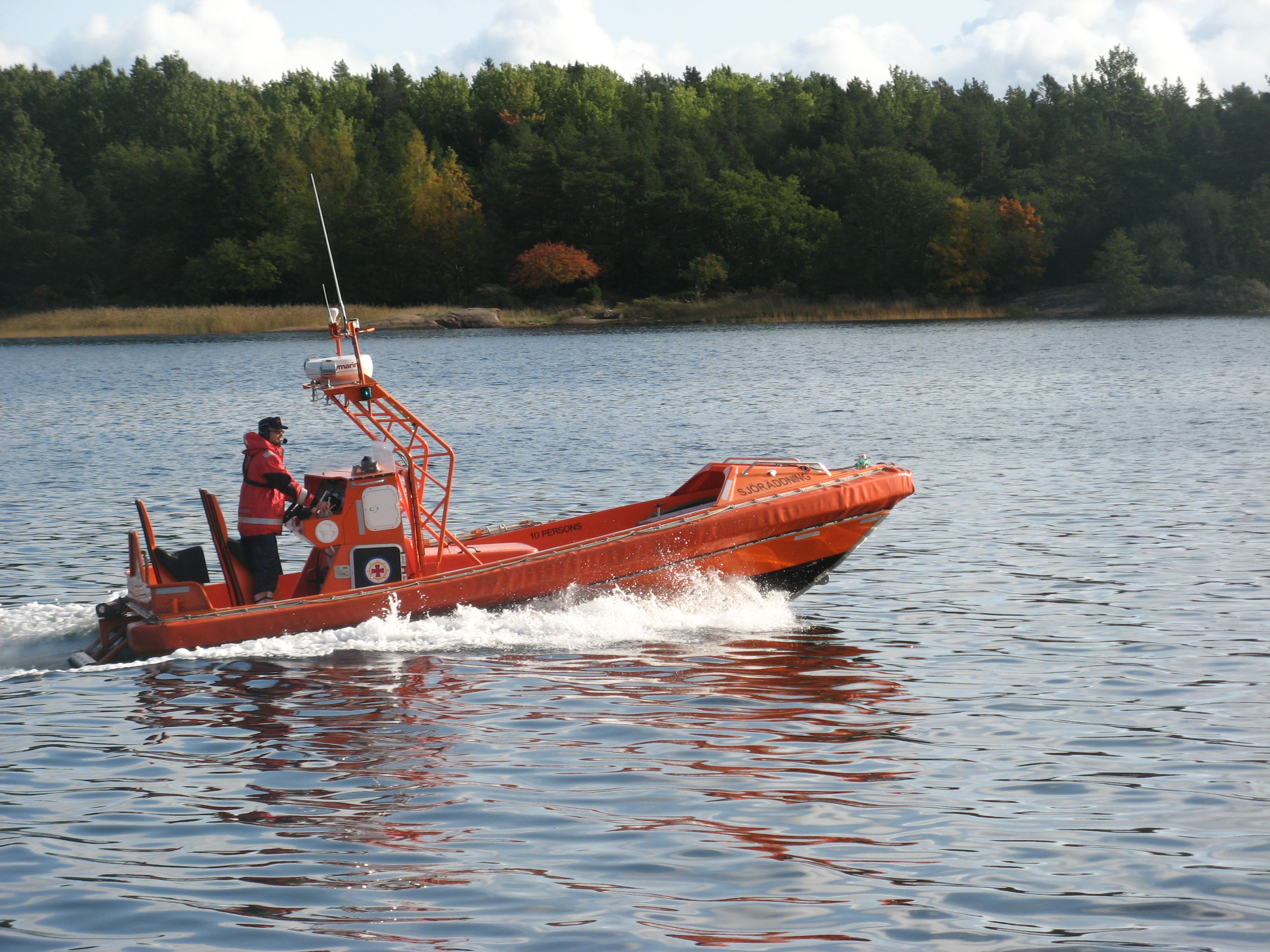
Rescue Stormskär en Norsafe Magnum 750 Fast Rescue Boat från Vårdö sjöräddningsstation på Åland
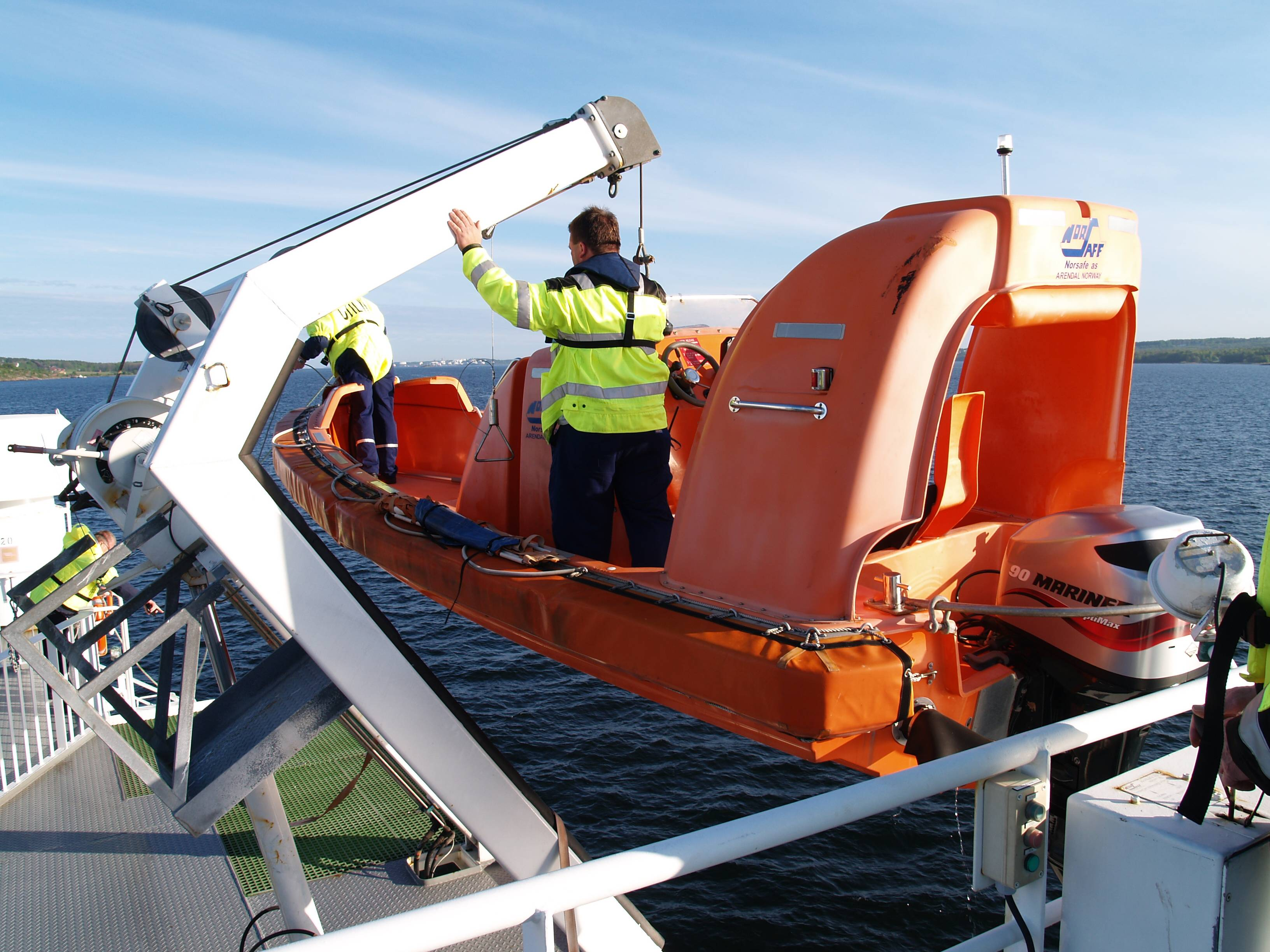
Sänkning med hjälp av dävert med enpunktsfäste av en Norsafe sexpersoners MOB-båt med utombordsmotor från färjan Boknafjord i Horten i Norge